# Трюфель летний
Трю́фель ле́тний (лат. Tuber aestivum) — гриб рода Трюфель (Tuber) семейства Трюфелевые (Tuberaceae).
Синонимы:
- Трюфель чёрный русский
- Трюфель съедобный (калька с латинского названия)

## Описание
Плодовое тело (видоизменённый апотеций) подземное, клубневидной или округлой формы, 2,5—10 см в диаметре.  Поверхность от буро-чёрного до синевато-чёрного цвета, покрыта чёрными пирамидальными бородавками.
Мякоть вначале очень плотная, у старых грибов более рыхлая, цвет с возрастом меняется от беловатого до коричнево-жёлтого и серо-коричневого со светлыми прожилками, образующими мраморный рисунок. Вкус мякоти ореховый, сладковатый, запах приятный, сильный, его сравнивают с запахом водорослей.
Споровый порошок жёлто-коричневый, споры 30×24 мкм, веретеновидные или овальные, сетчатые.

## Экология и распространение
Микоризообразователь с различными деревьями, растет в смешанных и лиственных лесах в известковых почвах, обычно под корнями дуба, бука, граба, берёзы. Плодовые тела подземные, обычно залегают на небольшой глубине, старые грибы иногда появляются над поверхностью. Очень редко встречается в хвойных лесах. Распространён в Центральной Европе до юга Скандинавии, в России известен на Черноморском побережье Кавказа.
Сезон: лето — начало осени.

## Сходные виды
- Трюфель перигорский (Tuber melanosporum) — один из наиболее ценных настоящих трюфелей, мякоть его сильнее темнеет с возрастом — до буро-фиолетового; поверхность при надавливании окрашивается в ржавый цвет.

## Пищевые качества
Съедобен, считается деликатесом, но ценится меньше других настоящих трюфелей.
Занесён в Красную книгу России.